# Шофилд (танк)
«Шофилд» — новозеландский лёгкий колёсно-гусеничный танк, разработанный Э. Шофилдом в 1940 году.

## История создания
Когда в 1940 году возникла потребность в производстве новозеландских боевых бронированных машин, Э. Дж. Шофилд, дилер автомобилей General Motors в Веллингтоне, обратился к правительству со своей собственной разработкой танка.
Танк Шофилда базировался на шасси грузовика Chevrolet 6 с подвеской Хорстманна от Universal Carrier. Колеса, обычно закрепленные на корпусе, можно было прикрепить болтами, чтобы использовать их, а не гусеницы. Первоначально танк имел экипаж из трех человек: пулеметчика и механика-водителя спереди и второго пулеметчика в башне сзади. Первоначальная конструкция плохо себя показала в ходе испытаний, но правительство предложило разработать улучшенную версию. Разработанная другим членом первоначальной команды, улучшенная модель использовала другую трансмиссию, а в башне было установлено двухфунтовое орудие QF с коаксиальным пулеметом Besa. Ко времени завершения прототипа, в 1942 году, Новая Зеландия получила танки от Великобритании и США.
Улучшенная версия была создана на заводе Департамента железных дорог Новой Зеландии. В 1943 году улучшенная версия была отправлена в Великобританию, где он прошел проверку Департамента дизайна танков. Проект разработки нового танка было рекомендовано остановить. Во время войны танк хранили, но после войны его утилизировали.